# Traverse County
Traverse County is een county in de Amerikaanse staat Minnesota.
De county heeft een landoppervlakte van 1.487 km² en telt 4.134 inwoners (volkstelling 2000). De hoofdplaats is Wheaton.